# Clarendonské rozhodnutí
Clarendonské rozhodnutí (též Clarendonská konstituce popř. Clarendonská deklarace) byl soubor nařízení vydaných anglickým králem Jindřichem II. v roce 1164.
V Anglii a Normandii vládou krále Jindřicha II. skončily Časy anarchie – občanské války – mezi lety 1138 a 1153. Král chtěl obnovit stav práva a pořádku zpředanarchické doby. Clarendonské rozhodnutí zahájilo v roce 1166 proměnu anglického práva a vedlo k zavedení porotního soudu v zemích zvykového práva po celém světě a který zavedl soudní řízení.
Předchozí systémy rozhodování o vítězné straně ve přích, zejména v případě
trestných činů, zahrnovaly vedení soudu božím soudem (ordál), (sou)bojem
nebo očištění přísahou (musel se shromáždit určitý počet - často 12 - hodnověrných
lidí, kteří přísaze obviněného věřili), či líčení pře při nichž důkazy, prohlídky
a vyšetřování prováděli pod přísahou laici, rytíři nebo řadoví svobodní lidé.
Po clarendonském rozhodnutí se rozvinuly soudní procesy s porotou, i když někteří
historikové tvrdí, že počátky systému porotního soudu předcházely tomuto
rozhodnutí. Clarendonské rozhodnutí nevedlo k této změně okamžitě; odvolávání se
na proces (sou)bojem bylo v Anglii oficiálně zrušeno až v roce 1819, ačkoli se
v té době už dávno přestalo používat.
Ono rozhodnutí je pojmenováno podle královského loveckého zámečku v Clarendonu
ve Wiltshire, v němž byl vyhlášen.

## Problémy řešené tímto rozhodnutím
V roce 1154 zdědil Jindřich II. trůn v neklidné Anglii. V plném proudu byly křížové
výpravy či vojenské výpravy, které šlechtické majitele půdy na dlouhá léta zdržovaly
mimo jejich hrady. Neobsazená anebo nepřevzatá půda lákala k neoprávněným záborům;
protože v Anglii v té době neexistoval centrální úřad pro evidenci nemovitostí
a určení toho, kdo je vlastníkem jakého léna, bylo svěřeno lidské paměti, vznikaly
spory, když se šlechtici vrátili nebo zemřeli daleko od domova.
Dalším, ještě závažnějším problémem byly následky Časů anarchie, katastrofální
občanské války mezi králem Štěpánem a císařovnou Matyldou. Obě frakce si najímaly
žoldnéře, a když už je nebylo čím je platit, uchýlili se mnozí k loupežím a dalším
formám násilí jako k povolání. Po rozpadu místní samosprávy následovala kriminalita.
Spor mezi králem a císařovnou vyvolal další majetkové potíže; protože obce byly
rozděleny, obě frakce rády odměňovaly své příznivce pozemky místních odpůrců.
V neposlední řadě se objevily dlouhodobé potíže týkající se katolické církve,
která si ve zmatcích usurpovala práva, která před nimi neměla. Problém pro krále
spočíval v tom, že církev se chovala jako nezávislá moc, "království v království",
která se obecně platným zákonům podřizovala jen částečně, pokud vůbec.
Církev měla vlastní soudní systém, který se nezodpovídal králi, ale papeži;
tvořila celou pětinu království: byla velkým pozemkovým vlastníkem a mocným
subjektem se svými vlastními zájmy. Král si přál zavést systém soudnictví,
který by rozšířil moc koruny i na světské záležitosti duchovenstva.

## Rozhodnutí
Jindřich proto vyhlásil různá rozhodnutí (tj. soudy, které se ve městě scházely pravidelně,
nebyly zřízeny natrvalo). Hlavní a nejobecnější z nich, Rozhodnutí z Clarendonu, bylo vydán
v roce 1166. Další „drobná“ rozhodnutí, známá jako novelisované rozhodnutí, týkající se
protiprávních záborů pozemků, úmrtí předků a osnadnění žaloby, poskytovala konkrétnější úlevy.
Nejoblíbenější se stala novelisované rozhodnutí týkající se nedávných protiprávních záborů pozemků.
Ti, kdo byli nedávno zbaveni svých pozemků, mohli získat zpět jejich výhodné užívání tím,
že se uchýlili k tohoto rozhodnutí, což vedlo k tehdy novátorskému způsobu soudního řízení.
Královský šerif předvolal dvanáct „důvěryhodnějších mužů“ z dané lokality, aby na základě
vlastních poznatků určili, kdo má na majetek nárok. Tento novátorský způsob řízení, který měl původ
v civilní porotě zvykového práva, byl zaměřen proti chaosu, který do vlastnických práv vnesly křížové
výpravy a občanská válka.
Jindřichova skutečná moudrost se však projevila v jeho inovacích v oblasti trestního soudnictví.
Jindřich jmenoval „putující soudce“, obdobu obvodních soudců, kteří cestovali od města k městu.
Když dorazili na místo, také oni vyzvali královského šerifa, aby povolal dvanáct svobodných mužů
z okolí. Těchto dvanáct svobodných mužů bylo prototypem velké poroty. Byli povoláni,
aby pod přísahou nahlásili všechna obvinění ze zločinů, o nichž v komunitě věděli.
Teoreticky tehdy, stejně jako nyní (ve Spojených státech a v Libérii), velká porota pouze vznášela
obvinění; nezjišťovala vinu či nevinu. Zločiny, které měly být vyšetřovány, byly v Clarendonském
rozhodnutí specifikovány jako loupež, vražda nebo krádež nebo ukrývání lupiče, vraha nebo zloděje.
Northamptonské rozhodnutí (1176) k nim přidalo falšování, padělání a žhářství.
Menší zločiny byly výslovně vyňaty, takže nová rozhodnutí se zabývaly tím, co bylo později označeno
jako „zločiny“.
Toto nové rozhodnutí zrušilo starou formu soudního procesu známou jako očištění přísahou u obvinění
vznesených velkou porotou. Podle očištění přísahou byl obviněný, který přísahal, že zločin nespáchal,
a našel se dostatečný počet jeho sousedů, kteří přísahali, že mu věří, osvobozen. Očištění přísahou
již nebylo možné uplatnit u obvinění vznesených velkou porotou.
Jediným procesem, který měl obžalovaný k dispozici, zůstal tradiční ordál, konkrétně v Clarendonském
rozhodnutí „ordál vodou“, nicméně Jindřich výsledkům ordálů příliš nevěřil. Nešťastný zločinec,
který byl odsouzen prostřednictvím ordálu, byl obvykle popraven. Rozhodnutí z Northamptonu (1176)
však stanovila, že k předchozímu trestu ztráty jedné nohy se pro ty, kdo v ordálu neuspěli, přidává
i ztráta pravé ruky, což naznačuje, že poprava nebyla nevyhnutelným důsledkem takovéhoto odsouzení.
Ale i v případě, že byl obviněný viník v ordálu osvobozen, byl vypovězen z království. Jinými slovy,
řízení před velkou porotou bylo skutečným soudním procesem; každý, koho obvinila, byl nějakým způsobem
potrestán a obec se tak či onak zbavila zločince, jak rozhodlo „přísahou dvanácti rytířů ze sta - nebo, pokud rytíři nebyli přítomni, přísahou dvanácti důvěryhodných svobodných“.

## Účinky rozhodnutí
Tato řízení významně přispěla k přesunu moci z rukou místních baronů do rukou centrální moci - královského
dvora - a jeho soudců. Čtvrtý lateránský koncil navíc v roce 1215 zakázal duchovním účast na soudním procesu.
Po tomto datu byly procesy po obžalobě vznesené velkou porotou vedeny také porotami.
Velké změny, které proběhly v anglickém soudním systému, nezůstaly bez odezvy.
Neochota katolické církve vzdát se svého nezákonně nabytého nadpráví: jurisdikce
nad jednou šestinou obyvatel Anglie, kteří byli duchovními, vedla k napětí
mezi světskou a církevní mocí a vyústila v neshodu mezi králem a canterburským
arcibiskupem Tomášem Becketem, jež vyvrcholila až zavražděním Tomáše Becketa.
Nespokojení velcí baroni se pokusili zrušit Jindřichovy reformy v Magně chartě, kterou si vynutili
na králi Janovi, ale v té době už reformy pokročily příliš daleko - a jejich převaha nad systémem,
který nahradily, byla příliš zřejmá - než aby se reakční síly mohly výrazněji prosadit.
Reformy Jindřicha II. položily základy systému soudních procesů podle zvykového práva.